# فريدي تافاريس
فريدي تافاريس (بالإنجليزية: Freddie Tavares)‏ هو عازف قيثارة ومصمم وموسيقي أمريكي، ولد في 18 فبراير 1913 في ماوي في الولايات المتحدة، وتوفي في 24 يوليو 1990.

## وصلات خارجية
- فريدي تافاريس على موقع ميوزك برينز (الإنجليزية)
- فريدي تافاريس على موقع أول ميوزيك (الإنجليزية)
- فريدي تافاريس على موقع أول ميوزيك (الإنجليزية)
- فريدي تافاريس على موقع ديسكوغز (الإنجليزية)